# SOSU Nord
SOSU Nord er som uddannelsesinstitution en af landets største social- og sundhedsskoler beliggende i Nordjylland. Skolen har ca. 1200 årselever og 220 ansatte. Skolen er en selvejende institution under Staten ledet af en bestyrelse.

## Skolens uddannelser
- Grundforløb
- Social- og sundhedshjælper
- Social- og sundhedsassistent
- Pædagogisk assistent
- Akademiuddannelse i sundhedspraksis
- Arbejdsmarkedsuddannelse

Social- og sundhedsuddannelsen er en erhvervsuddannelse (EUD), der indeholder en tæt sammenhæng mellem den teoretiske undervisning og det praktiske arbejde, der foregår på sygehuse samt i kommuner, i psykiatrien og i boenheder.
PAU-uddannelsen er ligeledes en erhvervsuddannelse, der kobler teori og praktik, som varetages i et samarbejde med pædagogiske institutioner i Region Nordjylland.
De tidligere uddannelser var sygehjælper, beskæftigelsesvejleder, plejer og plejehjemsassistent. De blev i 1991 erstattet af social- og sundhedshjælper og social- og sundhedsassistent.

## Skolens afdelinger
- Hjørring
- Svenstrup
- Vodskov
- Hobro
- Frederikshavn
- Aalborg Kursus- og UdviklingsCenter
- Aalborg Pædagogisk assistentuddannelse

## Skolens samarbejdspartnere
SOSU Nord samarbejder med en lang række eksterne partnere.
- De nordjyske kommuner
- Regionen
- FOA
- Andre erhvervsskoler i regionen
- Andre social- og sundhedsskoler i Danmark
- Undervisningsministeriet
- SOSU-Lederforeningen